# クリントン財団
クリントン財団（クリントンざいだん、英語: Clinton Foundation）は、アメリカ合衆国の慈善団体。ビル・クリントンやヒラリー・クリントン、チェルシー・クリントンらクリントン一家が主宰している。

## 概要
ビルは2012年5月16日のニューヨーク・タイムズで寄付者のリストを公開した。この中にはスエズ・エンバイロメントもあり、求心力の高さが窺える。クリントン財団はHSBCの顧客から8100万ドルを受け取ったり、HSBC本体とバークレイズ、クレディ・スイス、ドイツ銀行、GEキャピタル、JPモルガン、スタンダード・チャータード銀行、UBSからも金をもらったりしている。リストを調べればこの他の、R3でブロックチェーンを開発していたり、世界金融危機の後にFRBから資金注入を受けていたりするようなメガバンクが、シティグループをはじめとして相当数出てくるのである。

## 外国からの巨額寄付問題
クリントン財団に献金した外国政府や企業が、ヒラリーが国務長官を務めていた時期に国務省から有利な取り計らいを受けていたとの疑惑が持ち上がり問題となった。
ビル・クリントンは米国が2022 FIFAワールドカップの開催地をカタールと争った際に米国のW杯招致委員会名誉委員長だったが、クリントン財団がカタールのW杯主管団体から巨額の寄付金を受けていたことが判明し批判を浴びた。ロシア国営企業によるウラン開発会社ウラニウム・ワンの買収についても財団への寄付が問題となっている。

## 参照
1. ↑  Clinton Foundation Donors
2. ↑  ガーディアン Clinton foundation received up to $81m from clients of controversial HSBC bank 2015/2/10
3. ↑  IBT "Clintons And Foundation Raked In Cash From Banks That Admitted Wrongdoing", 'They deserve to face criminal prosecution.' 2015/7/15
4. ↑  “ヒラリー氏、早くもピンチ…　献金問題浮上で選挙戦略に大ダメージ”. ZAKZAK. (2015年4月22日) 2015年7月22日閲覧。
5. ↑  “ＦＩＦＡの寄付金を受けたクリントン財団が俎上に”. 中央日報. (2015年5月29日) 2015年7月22日閲覧。
6. ↑  “クリントン財団に新たな火だね　露絡むウラン開発企業が寄付　米紙「倫理的問題」”. 産経ニュース. (2015年4月23日) 2015年7月22日閲覧。